# Burton Jastram
Burton Albert Jastram (San Francisco, 5 giugno 1910 – 20 maggio 1995) è stato un canottiere statunitense.

## Palmarès

### Olimpiadi
- 1 medaglia:
  - 1 oro (Los Angeles 1932 nell'otto)